# Sztandar Biblijny
Sztandar Biblijny i Zwiastun Chrystusowego Królestwa (ang. The Bible Standard and Herald of Christ’s Kingdom) – dwumiesięcznik chrześcijański wydawany od lipca 1920 roku w języku angielskim przez Laymen's Home Missionary Movement. Pierwszym redaktorem pisma był Paul S.L. Johnson. Ukazuje się w trzech językach: po angielsku, po francusku i po polsku. Wersja czasopisma w języku polskim ukazuje się od 1983 roku. 

## Historia czasopisma
Początkowo czasopismo nosiło nazwę The Herald of the Epiphany, później zmienioną na The Bible Standard and Herald of Christ's Epiphany. W roku 1952, niedługo po śmierci Paula S.L. Johnsona, nazwę zmieniono na obecną. Nazwa The Bible Standard and Herald of Christ's Kingdom została pierwotnie nadana czasopismu wydawanemu przez Pastoralny Instytut Biblijny. Miał ją w 1918 roku zaproponować P.S.L. Johnson w czasie gdy był jeszcze członkiem komitetu założycielskiego PBI. Ostatecznie jednak po usunięciu P.S.L. Johnsona, R.G. Jolly’ego i R.H. Hirsha z komitetu PBI czasopismu nadano skróconą nazwę Herald of Christ's Kingdom.
W języku polskim zaczęło się ukazywać w czerwcu 1983 roku początkowo jako Teraźniejsza Prawda z podtytułem Sztandar Biblijny i Zwiastun Chrystusowej Bazylei. Była to jednak polska edycja czasopisma The Bible Standard and Herald of Christ's Kingdom. Do kwietnia 1990 roku ukazały się w ten sposób 42 nieparzyste numery Teraźniejszej Prawdy. Po blisko rocznej przerwie numer 43 czasopisma ukazał się jako kwartalnik już pod nazwą „Sztandar Biblijny i Zwiastun Chrystusowego Królestwa”. W latach 1992–2004 pismo ukazywało się jako miesięcznik. Od stycznia 2005 roku jest dwumiesięcznikiem. Nakład w języku polskim 2000 egz.

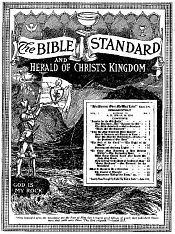
Sztandar Biblijny (PBI, lipiec 1918)
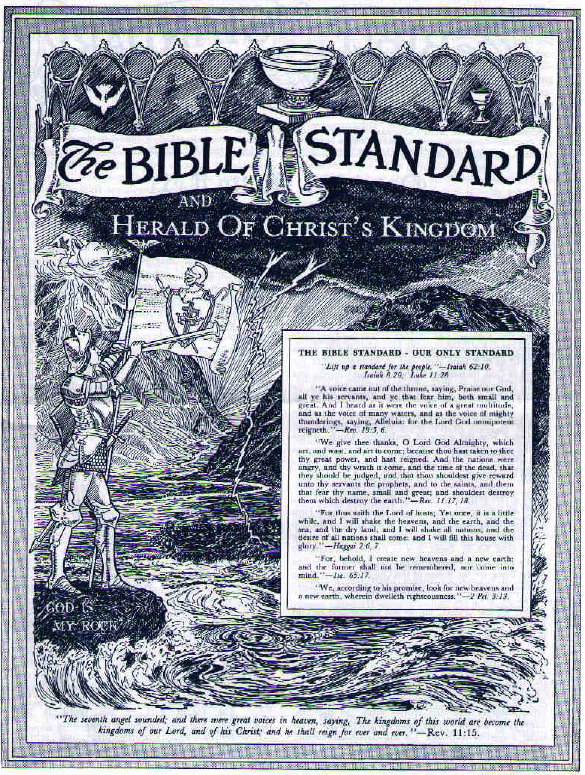
Sztandar Biblijny (LHMM, od 1952)

## Tematyka
Czasopismo jest w całości poświęcone omawianiu tematyki biblijnej oraz różnych aspektów codziennego życia chrześcijańskiego. Porusza tematy związane z ewangelizacją, wychowaniem i życiem społecznym. 
Wszelkie podejmowane zagadnienia są konfrontowane z treścią Pisma Świętego, jako jedynej reguły wiary.

## Siedziba
Świecki Ruch Misyjny „Epifania”
ul. Zdobywców Kosmosu 17
05-100 Nowy Dwór Mazowiecki